# Clóvis Brauner
Se você procura pelo personagem da série Castlevania, veja Brauner.
Clóvis Brauner (Pelotas, 5 de outubro de 1933) é um ex-futebolista brasileiro que atuava como zagueiro.

## Carreira
Teve uma passagem pelo Gabrielense, de São Gabriel, antes de iniciar sua carreira futebolística em 1951, pelo Pelotas, onde foi Campeão Citadino em três temporadas, 1954, 1955 e 1956, e vice-campeão gaúcho em 1956. Quando estava no Pelotas foi convocado para a Seleção Brasileira[carece de fontes?].
Em 1957, após uma excursão do Santos pelo Rio Grande do Sul, foi contratado, com acerto válido por dois anos.
Nos anos seguintes, defendeu o XV de Piracicaba, onde chegou em 1958.
Atuou ainda no Londrina, no começo da década de 60.

## Títulos
Pelotas
- Campeonato Citadino: 1954, 1955 e 1956

Santos
- Troféu Vinho Castro: 1957[5]
- Taça Cidade de Curitiba: 1957
- Taça A Tribuna: 1958
- Taça AFC: 1958